# 1287
| 1287               |
| ------------------ |
| Dødsfald - Fødsler |
| • Begivenheder     |

| Gregoriansk kalender | 1287 MCCLXXXVII         |
| Ab urbe condita      | 2040                    |
| Armensk kalender     | 736 ԹՎ ՉԼԶ              |
| Kinesiske kalender   | 3983 – 3984 丙戌 – 丁亥 |
| Etiopisk kalender    | 1279 – 1280             |
| Jødisk kalender      | 5047 – 5048             |
| Hindukalendere       |                         |
| - Vikram Samvat      | 1342 – 1343             |
| - Shaka Samvat       | 1209 – 1210             |
| - Kali Yuga          | 4388 – 4389             |
| Iransk kalender      | 665 – 666               |
| Islamisk kalender    | 686 – 687               |

Konge i Danmark: Erik 6. Menved 1286-1319
Se også 1287 (tal)

## Begivenheder
- Marsk Stig Andersen blev dømt fredløs på danehof for mordet på Erik 5. Klipping i Finderup Lade.

### December
- 13. december – En kraftig storm i sydlige Nordsø forårsager en stor stormflod kendt under navnet Luciafloden. Enorme oversvømmelser i Nederlandene bevirkede at havet brød igennem til Zuidersøen og skønsmæssigt 50.000 mennesker druknede. Der var ligeledes omfattende oversvømmelser i East Anglia, England
- 25. december - Erik Menved krones som konge af Danmark

## Dødsfald
- skønsmæssigt 50.000 mennesker druknede. (se begivenheder)